# Mae Flores
Angelimae M. Flores (3 de diciembre de 1989 en Arabia Saudita), conocida artísticamente como Mae Flores. Es una cantante filipina que actualmente reside en la ciudad de Marikina, Metro Manila. Sus padres son Samuel H. Flores Mother e Imelda M. Flores y sus hermanos JM, Jamil (hermano), Tin tin y Jasmin (hermanas).

## Carrera musical
Su carrera musical dentro del mundo del espectáculo, comenzó ea partir de 2002 cuando se unió a un programa conocido como la búsqueda de talento "Star for a Night" que fue organizada por la cantante y actriz Regine Velásquez en el canal 13. Ella compitió junto a otras grandes estrellas de la talla de Sarah Geronimo, Mark Bautista y Mau Marcelo.

## Álbumes y síngles
Entre sus álbumes con sus canciones incluye:
- Destacados para un álbum Night (2003) con la canción CRY.
- Pop Star Live (2003) con la canción Beautiful de Cristina Aguilera.
- 3YO (2004) con su canción Alam Alam Mo Ko.
- El Primer Festival de Música de celerio Levi (2004) con su canción Alam Alam Mo Ko.
- Homenaje a Jorge Canseco (2005) con la canción Amigos.
- ANGELIMAE (2005) - su 1.er CD Lite álbum con sus canciones --
- Sabi Mo Lang Pala
- Loko
- Tan cerca de mí
- Lo sentimos na lang